# 小行星7447
小行星7447（英語：7447 Marcusaurelius）是一颗围绕太阳公转的小行星。1977年10月17日，C. J. 万·豪敦、I. 万·豪敦-格勒内费尔德、T. 赫雷爾斯在帕洛马山发现了此天体。
这颗小行星的绝对星等为8.846745291495642等。